# Cuculin
Cuculin (ukr.) – wieś na Ukrainie, w obwodzie iwanofrankiwskim, w rejonie kosowskim.